# KV4
KV4  (англ. Kings' Valley № 4) — гробница, предназначавшаяся для захоронения фараона Рамсеса XI из XX династии Нового царства (XII век до н. э.); её строительство было заброшено, и она не использовалась для погребения. Гробницу пытался узурпировать верховный жрец Амона Пинеджем I, но по неизвестным причинам не осуществил задуманное. Является последней построенной в Долине царей усыпальницей. Гробница была открыта и известна ещё с древности, но исследована она была лишь в 1978—1980 годах египтологом Джоном Ромером.

## Описание
KV4 расположена на одном из склонов долины рядом с KV46. Она состоит из трёх коридоров, ведущих к погребальной камере, двух незавершенных колонных камер и погребальной камеры, потолок которой поддерживают четыре столба прямоугольной, а не квадратной как обычно формы. Погребальная камера имеет глубокую (до 10 м) погребальную шахту, которая, возможно, использовалась как ловушка, чтобы предотвратить грабеж гробницы. Стены коридоров покрыты жёлтой штукатуркой, на которую красной краской нанесены эскизы рисунков. Часть декора была повреждена в древности и позже восстановлена Пинеджемом I, который заменил имя Рамсеса XI на свое собственное в некоторых сценах. 

## Археологические исследования
Гробница была открыта и известна ещё с древности, но исследована она была лишь в 1978—1980 годах египтологом Джоном Ромером.
В усыпальнице имелись следы деятельности коптов: остатки глиняного пола, керамики, византийские медные монеты.
При раскопках Ромера были обнаружены фрагменты различных предметов из KV62 (гробница Тутанхамона), заполнявшие коридоры KV4. Наличие этих предметов в КV4 датируется со времени раскопок Говарда Картера. Также были обнаружены фрагменты захоронений других правителей: кусочки золотого левкаса, деревянные панели от саркофагов, которые были стилистически связаны с предметами, найденными в KV20, KV35, KV34; фаянсовый сосуд с титулами Тутмоса I и Рамсеса II; деревянные основания статуй с личным именем Тутмоса III; фрагменты ног деревянного гуся из гробницы Тутмоса IV; ушебти, принадлежащие Рамсесу IV.